# Ретише Бан
Ретише Бан (на немски: Rhätische Bahn) е железопътна компания със седалище в Кур, Швейцария.
Основните акционери в Ретише Бан са правителството на кантона Граубюнден и федералното правителство на Швейцария. Предприятието експлоатира почти цялата железопътна мрежа на Граубюнден, както и гара в Тирано, Италия, и връзката с нея, преминаваща през прохода Бернина.
През 2008 година част от железопътните линии на Ретише Бан са обявени за част от Световното наследство на ЮНЕСКО под името „Ретише Бан в пейзажите на Албула и Бернина“.